# Академия для одарённых детей (Наяновой)
Академия для одарённых детей (Наяновой) — российское общеобразовательное учебное заведение, расположенное в Самаре. Академия была основана в 1988 году.
Основной особенностью академии является концепция развивающего непрерывного образования. Каждый из этапов соответствует уровням образовательных программ (дошкольное, начальное общее, основное общее, среднее общее). С 1993 по 2018 год академия реализовывала программы высшего образования и аспирантуры.

## История
Учебное заведение было основано в 1988 году как лаборатория психолого-педагогических исследований при
Куйбышевском государственном педагогическом институте. 15 мая 1989 преобразовано в базовую школу-лабораторию Куйбышевского государственного педагогического института им. В. В. Куйбышева в школе No63 Самарского района. 14 февраля 1990 года трансформировалась в Колледж при Самарском научном центре Академии Наук СССР.
С 1990 по 1999 год СМУН являлся экспериментальной площадкой Министерства образования РФ. Решением Коллегии Министерства образования РФ № 15/2 от 22.06.99 опыт УН одобрен и предложен к распространению по стране.
В 1992 году студенты колледжа участвовали в формировании гуманитарного груза для проекта Космический перелёт «Европа-Америка-500».
13 июля 1993 года трансформирован в Самарский муниципальный комплекс непрерывного образования «Университет Наяновой».
В это же время было открыто высшее звено работающее по программам высшего образования и первые пять факультетов.
В 1998 году по данным журнала «Карьера» университет занял 12 место в списке 100 лучших вузов России.
В 2003 году университет разделил 21 место в общемировом финале Международной студенческой олимпиады по программированию.
7 ноября 2008 года, вернувшись в подчинение областной системы образования, трансформирован в «Самарский государственный областной университет (Наяновой)». 26 июля 2010 года трансформирован в Самарскую государственную областную академию (Наяновой).
В 2013 году Московский центр непрерывного математического образования и министерство образования и науки Российской Федерации включило академию в список ТОП-500 лучших школ России.
В соответствии с приказом Рособрнадзора № 1341 от 01.10.2018 Академия Наяновой была лишена государственной аккредитации по всем программам высшего образования и аспирантуры.
С 1 мая 2019 года постановлением правительства Самарской области академия преобразована и получила новое название «Государственное бюджетное нетиповое общеобразовательное учреждение Самарской области „Академия для одарённых детей (Наяновой)“».

## Международное сотрудничество
Академия участвует в программе обмена волонтёрами — «Ласточки» / Международный культурный молодёжный обмен.
Академия является частью языковой сети университетов партнёров посольства Франции.
Академия участвует в программе билингвальных школ под эгидой министерства образования Франции и французского министерства иностранных дел и международного развития.
С 2011 года академия является частью сети ассоциированных школ ЮНЕСКО.
Академия — сертифицированный партнёр Института имени Гёте с программой PASCH-SCHULEN: Partner der Zukunft.

## Публикации
С самого начала существования академия издаёт журнал, который изначально назывался «Колледж», а затем был переименован в «Университетский проспект»
.
С 2000 года академия публикует газету для изучающих французский язык — Fran cité. Газета рекомендована отделом по культуре Посольства Франции в России.
С 2005 года академия издаёт сборник докладов студентов и преподавателей, участников ежегодной научно-практической конференции «Наука. Творчество.», проходящей в начале апреля.